# Auksztodwory
Auksztodwory (lit. Aukštadvaris) − wieś na Litwie, w rejonie wileńskim, 8 km na północny zachód od Awiżenii, zamieszkana przez 8 ludzi.
W II Rzeczypospolitej zaścianek Auksztodwory należał do powiatu wileńsko-trockiego w województwie wileńskim.